# 佐伯とも子
佐伯 とも子（さいき ともこ、1948年2月6日 -）は、日本の知的財産実務研究者。東京工業大学名誉教授。

## 人物
兵庫県姫路市生まれ。医薬分野での長期間の特許審査経験、特許事務所、企業での知的財産マネジメント経験を有し、ライフサイエンス分野での知的財産実務についての情報発信を行っている。日本知財学会、研究・技術計画学会、日本MOT学会、情報知識学会、日本工学アカデミー会員。

## 略歴
- 大阪府立大手前高等学校卒業後、大阪大学薬学部入学
- 1972年 - 大阪大学大学院薬学研究科修士課程修了
- 同年 - 特許庁に入庁。審査官、審判官、審査第4部医療審査長
- 1996年 - 特許庁退官後特許事務所弁理士
- 2000年 - 株式会社ファンケル入社、知財部発足に伴い知財部長
- 2002年 - 東京工業大学社会理工学研究科教授（人材養成ユニット）
- 2005年 - 東京工業大学イノベーションマネジメント研究科教授
- 2013年 - 東京工業大学名誉教授

## 著書
- 『改訂３版拒絶理由通知への対応』（単著、経済産業調査会）
- 『化学特許の理論と実際』（共著、朝倉書店）
- 『知的財産 基礎と活用』（共著、朝倉書店）